# Comarca agrícola de la Campiña (Madrid)

Ubicación de la Comarca agrícola de la Campiña.

La Comarca agrícola de la Campiña de Comunidad de Madrid en España, corresponde a la zona este de la Comunidad Autónoma, está formada por 31 municipios, con un total de 1.080,13 kilómetros cuadrados, que en el año 2006 contaba con una población de 351.679 habitantes, lo que supone una densidad media de población de 325,59 habitantes por kilómetro cuadrado.

## Municipios de la comarca
Ajalvir, Alcalá de Henares, Algete, Anchuelo, Arganda del Rey, Camarma de Esteruelas, Campo Real, Cobeña, Corpa, Daganzo de Arriba, Fresno de Torote, Fuente el Saz de Jarama, Loeches, Meco, Nuevo Baztán, Olmeda de las Fuentes, Pezuela de las Torres, Pozuelo del Rey, Ribatejada, Santorcaz, Los Santos de la Humosa, Talamanca de Jarama, Torres de la Alameda, Valdeavero, Valdeolmos-Alalpardo, Valdepiélagos, Valdetorres de Jarama, Valdilecha, Valverde de Alcalá, Villalbilla y Villar del Olmo.